# Lance Larson
Lance Melvin Larson (Monterey Park, 3 luglio 1940 – Orange, 19 gennaio 2024) è stato un nuotatore statunitense.

## Palmarès
Olimpiadi
- 2 medaglie:
  - 1 oro (staffetta 4x100 metri misti a Roma 1960)
  - 1 argento (100 metri sl a Roma 1960).